# Lerdo
Pour les articles homonymes, voir Lerdo (homonymie).
Lerdo ou plus précidément Ciudad Lerdo est une ville du Nord-Est de l'État de Durango au Mexique ; c'est le chef-lieu de la municipalité de Lerdo. Elle fait partie du pôle économique de la zone métropolitaine de la Laguna avec Gómez Palacio et Torreón.